# Niutouzong
Niutouzong ((chiń. 牛頭宗, pinyin Niútóu zōng; Wade-Giles Niu-t'ou tsung; dosł. "szkoła Wolej Głowy"); kor. udu chong; jap. gozu shū; wiet. ngưu đầu tông) – radykalna i ikonoklastyczna szkoła chan założona przez mistrza chan Niutou Faronga.

## Źródła
O szkole tej dowiadujemy się z kilku źródeł. 
- Jednym z najwcześniejszych i zarazem interesujących, bo pochodzących spoza chanu, jest inskrypcja napisana przez Li Hua dla mnicha szkoły tiantai Zuoqi Huanlanga (673–754), gdzie wśród 4 wymienionych frakcji chan jedną jest szkoła niutou[a].

- Mistrz chan, jego historyk i teoretyk, a także patriarcha szkoły huayan Guifeng Zongmi (780–841) wymienia ją jako jedną z siedmiu niezależnych szkół tego okresu. Linia przekazu biegnie od Czwartego Patriarchy Daoxina do mistrza chan ósmej generacji Jingshan Daoqina (Faqin) (714–792). Według Guifenga szkoła niutou należała do czterech radykalnych i ikonoklastycznych tradycji chan obok hongzhou, południowej szkoły nagłego oświecenia Huinenga, szkoły baotang i syczuańskiej szkoły lao’an.

- Zutang ji (Antologia Gmachu Patriarchów). Została zredagowana w 952 r. Zeszyt trzeci podaje linię przekazu począwszy od Niutou Faronga. Dokument ten powstał później od tekstu Guifenga, dlatego też podaje dalszych mistrzów po Jingshanie.

- Jingde chuandeng lu (Księga z okresu Jingde o przekazie lampy). Została zredagowana w 1004 r. Zeszyt czwarty poświęca bardzo dużo uwagi tej szkole. Opisuje 6 generacji mistrzów od Niutou Faronga do Niutou Huizhonga (682–769).

## Nauki
Po otrzymaniu przekazu Dharmy od Czwartego Patriarchy DaoxinaNiutou Farong założył własną, niezależną szkołę chan. Od nazwy góry, na której przebywał, nosiła ona nazwę niutou. Ponieważ w młodości był on pilnym studentem nauk takich szkół jak sanlun (madhjamika), która powstała pod wpływem doktryny pustki Mahāprajñāpāramitā Sūtra oraz tiantai – on sam, tak jak i jego szkoła, pozostawali pod przemożnym wpływem idei pustości. 
Teoria szkoły niutou zmierzała do wskazania drogi ukazującej zasadniczą pustkę wszystkich światowych i pozaświatowych dharm. Poprzez objawienie się tej prawdy, sprawy tego świata – które zwykle postrzegane są jako realne – ujawniają się jako złudne halucynacje niewiedzącego umysłu. Według nauk szkoły, właśnie poprzez zrozumienie iluzorycznej natury wszystkich spraw i rzeczy, osiągana jest zdolność do odrzucenia wszelkich przywiązań. Ktoś, kto urzeczywistnił pustkę, może w końcu przekroczyć także i cierpienie.
Szkoła koncentrowała się więc mocno na podkreślaniu niezmiennego aspektu dharm – ich pustki. Uznawała, że wszystkie cechy, zarówno światowe i jak i pozaświatowe doświadczenie nirwany czy oświecenia – zasadniczo nie istnieją. Był to więc pogląd jednostronny i negatywny, i jako taki, niezbyt zachęcający przeciętnych ludzi do praktyki.
Nauki szkoły niutou przenikały przez fałszywość, ale nie osiągały pełnego urzeczywistnienia, w którym natura dharmy postrzegana jest jako suma niezmienności i adaptatywności. Niezależnie jednak od tego, negatywne nauki tej szkoły w kombinacji z pozytywnymi naukami szkoły hongzhou stały się doskonałą i obowiązującą, ortodoksyjną drogą do oświecenia.

## Linia przekazu Dharmy zen
Pierwsza liczba oznacza liczbę pokoleń mistrzów od 1 Patriarchy indyjskiego Mahakaśjapy.
Druga liczba oznacza liczbę pokoleń od 28/1 Bodhidharmy, 28 Patriarchy Indii i 1 Patriarchy Chin.
- 31/4. Daoxin (579–651)
  - 32/5. Niutou Farong (594–657) szkoła niutou
    - 33/6. Niutou Zhiyan (577-654)
      - 34/7. Niutou Huifang (627-695)
        - 35/8. Niutou Fazhi (635-702)
          - 36/9. Niutou Zhiwei (646-722)
            - 37/10. Anguo Xuanting (bd)
            - 37/10. Helin Xuansu (688-752) (Masu)
              - 38/11.  Chao’an (bd)
              - 38/11. Wuzhou Fajing (bd)
              - 38/11. Fali (bd)
              - 38/11. Huiduan (bd)
              - 38/11. Long’an Ruhai (bd)
              - 38/11. Wuxing Fahai (bd) autor Sutry Szóstego Patriarchy
              - 38/11. Jingshan Daoqin (714-792) (Faqin)
                - 39/12. Zhangxin Chonghui (bd)
                - 39/12. Funiu Zucai (bd)
                - 39/12. Niaoke Guiyi (bd) (?)
                - 39/12. Niaoke Daolin (741–824)
                  - 40/13. Bo Judi (772-846)
                  - 40/13. Huitong Yuanxiang (zm. 839)

            - 37/10. Niutou Huizhong (682-769)
              - 38/11. Taibo Guanzong (732-809)
              - 38/11. Furong Taiyu (747-826)
              - 38/11. Danyuan Yingzhen (bd)
              - 38/11. Foku Weize (751-830)
                - 39/12. Yunju Puzhi (bd).